# 協奏的二重奏曲 (ストラヴィンスキー)
『協奏的二重奏曲』（きょうそうてきにじゅうそうきょく、仏: Duo concertant）は、イーゴリ・ストラヴィンスキーが1931年から1932年にかけて作曲した、ヴァイオリンとピアノのための楽曲。

## 作曲の経緯
ストラヴィンスキーは1931年に『ヴァイオリン協奏曲』を作曲し、ソリストのサミュエル・ドゥシュキンとともにヨーロッパ各地の演奏旅行を行った。その後もヴァイオリンに対する興味は尽きることなく、この『協奏的二重奏曲』が作曲された。新たな曲をヴァイオリンとピアノのための曲とした理由として、ひとつには協奏曲の演奏旅行の経験から、演奏会の成功が管弦楽の質とリハーサルの量によって決定されることに気づいたことがあげられる。また、協奏曲よりも低予算で、大都会でなくても演奏会が開けるという理由もあった。
『自伝』によると、ストラヴィンスキーがスイスに住んでいた第一次世界大戦中からの知りあいであるシャルル＝アルベール・サングリアの『ペトラルカ』が作曲に影響を及ぼしたという。
1931年の終わりにヴォレップで作曲をはじめ、1932年7月15日に完成した。

## 初演
1932年10月28日にベルリン放送局で初演された。ヴァイオリンはドゥシュキン、ピアノはストラヴィンスキーが演奏した。
その後、ドゥシュキンとストラヴィンスキーはヨーロッパ各地でリサイタルを開いた。リサイタルのために、2人は『プルチネルラ』や『妖精の接吻』から組曲を作ったほか、既存のストラヴィンスキーの曲（『パストラール』、『火の鳥』より「スケルツォ」（火の鳥の踊り）と「子守唄」、『ペトルーシュカ』より「ロシアの歌」、『夜鳴きうぐいす』より「中国の行進曲」と「うぐいすの歌」、『マヴラ』より「パラシャのアリア」）をヴァイオリンとピアノのために編曲した。
ストラヴィンスキー没後の1972年に行われたストラヴィンスキー・フェスティヴァルでは、ジョージ・バランシンの振付によってニューヨーク・シティ・バレエ団によってバレエとして上演された。

## 曲の構成
5つの楽章から構成される。
1. カンティレーナ (Cantilène)
2. エクローグ 1 (Eglogue I)
3. エクローグ 2 (Eglogue II)
4. ジグ (Gigue)
5. ディテュランボス (Dithyrambe)

演奏時間は約16分。
ストラヴィンスキー本人の言葉によると、古代の田園詩の精神によって作られたことになっている。ホワイトは部分的に牧歌的な箇所があることを認めるものの、全体としてはストラヴィンスキーの言葉をそのままに受けとることは難しいとする。
カンティレーナはアルペッジョの主題と重音奏法による叙情的な主題からなる。エクローグ1冒頭では開放弦との重音奏法によってバグパイプが模倣される。エクローグ2は緩徐楽章。ジグでは主旋律の間にロンド風に別の旋律が拍子を変えながら挿入される。最後のディテュランボスは静かで感傷的な曲になっている。